# Sanzhar Mussayev
Sanzhar Mussayev, född 11 april 1996, är en kazakisk bågskytt. Han deltog vid olympiska sommarspelen 2020.